# Yağız Can Konyalı
Yağız Can Konyalı (* 20. September 1991 in Istanbul) ist ein türkischer Schauspieler.

## Leben und Karriere
Konyalı wurde am 20. September 1991 in Istanbul geboren. Er studierte an der Mimar Sinan Üniversitesi. Sein Debüt gab er 2006 in dem Film İlk Aşk. Außerdem bekam er 2015 eine Rolle in Takım: Mahalle Aşkına. Im selben Jahr gewann er die Auszeichnung Antalya Altın Portakal Film Festivali Avni Tolunay Jüri Özel Ödülü|Altın Portakal Film Festivali Jüri Özel Ödülü. Von 2010 bis 2013 spielte er in der Fernsehserie Öyle Bir Geçer Zaman ki die Hauptrolle. Seine nächste Hauptrolle bekam er in der Serie Adı Mutluluk. Zwischen 2017 und 2019 trat er in Bizim Hikaye auf.

## Filmografie
Filme
- 2006: İlk Aşk
- 2015: Takım: Mahalle Aşkına
- 2016: Ateş
- 2020: AV The Hunt

Serien
- 2010: Öyle Bir Geçer Zaman ki
- 2015: Adı Mutluluk
- 2017–2019: Bizim Hikaye
- 2019: Aşk Ağlatır
- 2020–2021: Arıza
- 2021: Fatma
- 2022: Erkek Severse
- 2022: Hakim
- 2022: Tuzak

## Auszeichnungen

### Gewonnen
- 2015: Antalya Golden Orange Film Festival
- 2019: Latina Turkish Awards in der Kategorie „Bester Nebendarsteller“[5]